# Christian Rubi
Christian Rubi (* 14. Februar 1897 in Grindelwald; † 17. Oktober 1985 in Interlaken) war ein Schweizer Bergführer, Skirennfahrer, Skilehrer und Politiker (SP).

## Biografie
Rubi besuchte die Lehrerausbildung in Hofwil, war zunächst Primarlehrer in Fuhren in der Gemeinde Gadmen und von 1923 bis 1939 Primarlehrer in Wengen. Er absolvierte die Bergführer-Ausbildung, schloss sich dem Skiclub Wengen an und begann Ende der 1920er-Jahre, als bereits über 30-Jähriger, zusammen mit Ernst Gertsch, dem «Vater des Lauberhornrennens», mit intensivem Abfahrts- und Slalom-Training. 1929 war er Gründer und später Leiter der Skischule Wengen. Beim ersten Lauberhornrennen im Jahre 1930 gewann er vor den favorisierten Engländern die Abfahrt. Im Slalom wurde er Siebter und in der Kombination Vierter. Bei den FIS-Rennen 1931 in Mürren, später zu den ersten Alpinen Skiweltmeisterschaften erkoren, belegte er in der nicht zum offiziellen Meisterschaftsprogramm gehörenden «langen Abfahrt» den 13. Platz. Als Bergführer unternahm Rubi Erstbegehungen in den Berner und Walliser Alpen. 1936 gehörte er neben seinem Bruder Adolf Rubi, der ebenfalls Skisportler und Bergführer war, sowie Hans Schlunegger und Arnold Glatthard dem Rettungsteam der bei einem Erstbesteigungsversuch der Eiger-Nordwand verunglückten Bergsteiger Toni Kurz, Andreas Hinterstoißer, Willy Angerer und Edi Rainer an.
Der Sieg am Lauberhorn blieb Rubis grösster Erfolg als aktiver Skirennfahrer, in der Folge machte er sich als Skilehrer einen grossen Namen. Er war 1934 Mitbegründer des Schweizerischen Skischulverbandes (SSSV) und bis 1965, über zweieinhalb Jahrzehnte, dessen Technischer Leiter. Sein 1937 erschienenes Taschenbuch «Der leichte Skilauf» war lange Zeit das Standardlehrwerk für den Skilauf in der Schweiz.
Daneben war Rubi auch ein engagierter Politiker. Er gehörte der Sozialdemokratischen Partei der Schweiz an, war von 1933 bis 1940 Gemeinderat in Lauterbrunnen, von 1938 bis 1953 Mitglied im Grossen Rat des Kantons Bern und von 1954 bis 1958 Nationalrat. Zudem war er von 1947 bis 1965 Präsident der Eidgenössischen Kommission für Bergbahnen und von 1948 bis 1960 sowie von 1966 bis 1975 Präsident des Elektrizitätswerks Lauterbrunnen. Sein Sohn Fred Rubi wurde ebenfalls ein bekannter Skirennfahrer und Politiker.